# Pournoy-la-Grasse
Pournoy-la-Grasse é uma comuna francesa na região administrativa de Grande Leste, no departamento de Mosela. Estende-se por uma área de 7,19 km². Em 2010 a comuna tinha 680 habitantes (densidade: 94,6 hab./km²).